# Chasmocephalon alfred
Chasmocephalon alfred är en spindelart som beskrevs av Norman I. Platnick och Forster 1989. Chasmocephalon alfred ingår i släktet Chasmocephalon och familjen Anapidae.
Artens utbredningsområde är Victoria, Australien. Inga underarter finns listade i Catalogue of Life.